# Медведково (Клинський район)
Медведково — село у складі міського поселення Клин Клинського району Московської області Російської Федерації.

## Розташування
Село Горбово входить до складу міського поселення Клин.
Найближчі населені пункти, Вельмогово, Решоткіно. Найближча залізнична станція Решетниково.

## Населення
Станом на 2010 рік у селі проживало 36 людей